# ميناء أشدود
ميناء أشدود أو إسدود (بالعبرية: נמל אשדוד) ميناء إسرائيلي، وهو اليوم واحد من مينائي شحن في البلاد. يقع الميناء في مدنية أشدود الساحلية (إحدى مدن فلسطين التاريخية المُهجّرة بفعل النكبة)، على الساحل الشرقي للبحر المتوسط. أدى تأسيسه إلى التأثير بشكل كبير على سعة موانئ البلاد. يُستخدم عادة في إيصال المساعدات إلى قطاع غزة المُحاصَر من قبل إسرائيل.

## وصلات خارجية
- الموقع الرسمي